# 因弗利斯山
64°55′S 62°45′W / 64.917°S 62.750°W
因弗利斯山是南極洲的山峰，位於葛拉漢地的丹科海岸，處於斯康托爾普灣東北面3公里，海拔高度1,495米，由蘇格蘭的地質學家繪入地圖和命名。